# Giải thưởng Điện ảnh Hồng Kông lần thứ 24
Giải thưởng Điện ảnh Hồng Kông lần thứ 24 được tổ chức ngày 27 tháng 3 năm 2005 tại Hong Kong Coliseum, Hồng Kông. Dẫn chương trình là nghệ sĩ Trịnh Du Linh. Hai bộ phim thành công nhất trong lễ trao giải là Tuyệt đỉnh công phu và 2046. Trong lễ trao giải này, nhân dịp kỷ niệm 100 năm ngày thành lập của điện ảnh Trung Quốc, Giải thưởng Điện ảnh Hồng Kông đã đưa ra danh sách 100 phim hay nhất của điện ảnh Hoa ngữ.

## Danh sách các đề cử và giải thưởng
| Phim hay nhất                                        | Phim hay nhất                      | Phim hay nhất |
| Phim                                                 | Tên tiếng Anh                      |               |
| ---------------------------------------------------- | ---------------------------------- | ------------- |
| Tuyệt đỉnh công phu (功夫)                           | Kung Fu Hustle                     |               |
| 2046 (2046)                                          | 2046                               |               |
| Đại sự kiện (大事件)                                 | Breaking News                      |               |
| Vượng giác hắc dạ (旺角黑夜)                         | One Nite In Mongkok                |               |
| Tân câu chuyện cảnh sát (新警察故事)                 | New Police Story                   |               |
| Đạo diễn xuất sắc nhất                               |                                    |               |
| Đạo diễn                                             | Phim                               |               |
| Nhĩ Đông Thăng                                       | Vượng giác hắc dạ                  |               |
| Đỗ Kỳ Phong                                          | Đại sự kiện                        |               |
| Châu Tinh Trì                                        | Tuyệt đỉnh công phu                |               |
| Vương Gia Vệ                                         | 2046                               |               |
| Trần Mộc Thắng                                       | Tân câu chuyện cảnh sát            |               |
| Kịch bản hay nhất                                    |                                    |               |
| Biên kịch                                            | Phim                               |               |
| Nhĩ Đông Thăng                                       | Vượng giác hắc dạ                  |               |
| Vương Gia Vệ                                         | 2046                               |               |
| Trần Gia Thượng Chung Kế Xương                       | A-1 đầu điều                       |               |
| Châu Tinh Trì Tăng Cẩn Xương Hoắc Hân Trần Văn Cường | Tuyệt đỉnh công phu                |               |
| Lý Bích Hoa                                          | Giáo tử                            |               |
| Nam diễn viên chính xuất sắc nhất                    |                                    |               |
| Diễn viên                                            | Phim                               |               |
| Lương Triều Vỹ                                       | 2046                               |               |
| Châu Tinh Trì                                        | Tuyệt đỉnh công phu                |               |
| Phương Trung Tín                                     | Vượng giác hắc dạ                  |               |
| Ngô Ngạn Tổ                                          | Vượng giác hắc dạ                  |               |
| Thành Long                                           | Tân câu chuyện cảnh sát            |               |
| Nữ diễn viên chính xuất sắc nhất                     |                                    |               |
| Diễn viên                                            | Phim                               |               |
| Chương Tử Di                                         | 2046                               |               |
| Trương Ngải Gia                                      | 20 30 40                           |               |
| Nguyên Thu                                           | Tuyệt đỉnh công phu                |               |
| Trương Bá Chi                                        | Vượng giác hắc dạ                  |               |
| Lâm Gia Hân                                          | Cứu mạng                           |               |
| Nam diễn viên phụ xuất sắc nhất                      |                                    |               |
| Diễn viên                                            | Phim                               |               |
| Nguyên Hoa                                           | Tuyệt đỉnh công phu                |               |
| Trần Quốc Khôn                                       | Tuyệt đỉnh công phu                |               |
| Chiêm Thụy Văn                                       | Tuyệt thế hảo tân                  |               |
| Ngô Ngạn Tổ                                          | Tân câu chuyện cảnh sát            |               |
| Lương Gia Huy                                        | Giáo tử                            |               |
| Nữ diễn viên phụ xuất sắc nhất                       |                                    |               |
| Diễn viên                                            | Phim                               |               |
| Bạch Linh                                            | Giáo tử                            |               |
| Thiệu Mỹ Kỳ                                          | Đại sự kiện                        |               |
| Lư Xảo Âm                                            | Lục tráng sĩ                       |               |
| Hồ Yến Ni                                            | Phượng đấu                         |               |
| Dương Kỳ                                             | 20 30 40                           |               |
| Diễn viên mới xuất sắc nhất                          |                                    |               |
| Diễn viên                                            | Phim                               |               |
| Điền Nguyên                                          | Hồ điệp                            |               |
| Phòng Tổ Danh                                        | Thiên cơ biến II: Hoa Đô đại chiến |               |
| Huỳnh Thánh Y                                        | Tuyệt đỉnh công phu                |               |
| Hoàng Uyển Linh                                      | Tử vong tả chân                    |               |
| Chương Tiểu Huệ                                      | Đào sắc                            |               |
| Chỉ đạo hành động xuất sắc nhất                      |                                    |               |
| Chỉ đạo                                              | Phim                               |               |
| Viên Hòa Bình                                        | Tuyệt đỉnh công phu                |               |
| Nguyên Khuê                                          | Thiên cơ biến II: Hoa Đô đại chiến |               |
| Tiền Gia Lạc                                         | Vượng giác hắc dạ                  |               |
| Nguyên Bân                                           | Nhu đạo hổ bàng                    |               |
| Lý Trung Chí Thành Gia Ban                           | Tân câu chuyện cảnh sát            |               |
| Giải đặc biệt                                        |                                    |               |
| Nội dung                                             | Người nhận giải                    |               |
| Giải Thành tựu trọn đời                              | Lý Tiểu Long                       |               |
| Giải Cống hiến                                       | Thành Long Dư Mộ Vân               |               |
| Phim châu Á xuất sắc nhất                            |                                    |               |
| Phim                                                 | Đạo diễn - Quốc gia                |               |
| Oldboy (올드보이)                                    | Park Chan-wook · Hàn Quốc          |               |
| Thập diện mai phục (十面埋伏)                        | Trương Nghệ Mưu · Trung Quốc       |               |
| Thiên hạ vô tặc (天下无贼)                           | Phùng Tiểu Cương · Trung Quốc      |               |
| Zatōichi (座頭市)                                    | Kitano Takeshi · Nhật Bản          |               |
| Kuīru (クイール)                                     | Sai Yoichi · Nhật Bản              |               |